# Sankt Josefs Skole (Roskilde)
Sankt Josefs Skole (eller Skt. Josefs Skole) er en katolsk privatskole på Frederiksborgvej i Roskilde, hvis fundament og virke bygger på det katolsk-kristne livs- og menneskesyn. Skolen består af børnehave-klasse til og med 10. klassetrin med i alt cirka 1000 elever, heraf godt 200 i den internationale afdeling (pr. 2022). Skolens fritidsordning (kaldet SFO Labyrinten) tilbydes skolens elever fra børnehaveklassen til 3. klasse.
Sankt Laurentii Kirke på den anden side af vejen er tilknyttet skolen.

## Historie
Skolen blev etableret i oktober 1904.